# فرنسيس آدامز (صحفي)
فرنسيس آدامز (بالإنجليزية: Francis William Lauderdale Adams)‏ هو صحفي وشاعر أسترالي، ولد في 27 سبتمبر 1862 في مالطا، وتوفي في 4 سبتمبر 1893 في مارجيت في المملكة المتحدة.